# Dünenfriedhof Langeoog

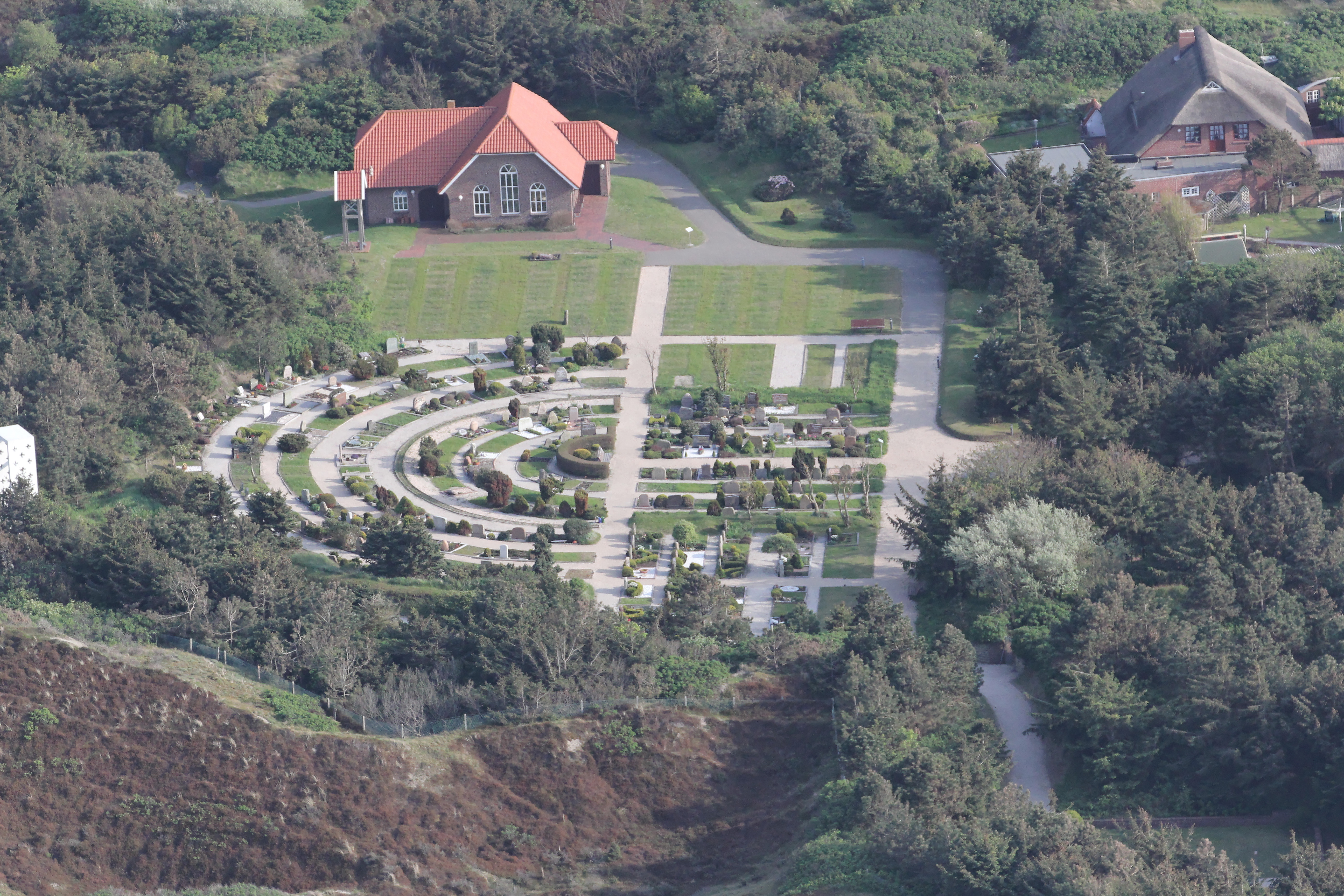
Dünenfriedhof Langeoog

Der Dünenfriedhof ist ein Friedhof auf der deutschen Nordseeinsel Langeoog.

## Lage
Der Dünenfriedhof Langeoog befindet sich nordöstlich des Inseldorfs unmittelbar neben dem Sonnenhof am Fuße der Heerenhusdünen. Die Friedhofsanlage entstand 1944 nach Plänen eines Worpsweder Gartenarchitekten. Ab 1960 erhielt sie durch Jürgen Baron von Schilling ihr heutiges Aussehen. Die ebenfalls im Dünenfriedhof befindliche Grabstätte der 1972 verstorbenen Sängerin Lale Andersen ist der wohl größte touristische Anziehungspunkt dieser Örtlichkeit.

## Gedenkstätten
Der Dünenfriedhof Langeoog beherbergt drei Gedenkstätten:
- Auf dem Russenfriedhof genannten Teil des Friedhofsgeländes erinnert eine 1953 vom Volksbund Deutsche Kriegsgräberfürsorge errichtete Kriegsgefangenengrabstätte an die 113 sowjetischen Kriegsgefangenen, die im Zweiten Weltkrieg ab August 1941 zum Bau eines neuen Luftwaffenstützpunkts auf die Insel verbracht wurden und aufgrund der unmenschlichen Behandlung ums Leben kamen. Das Massengrab am Rande des Dünenfriedhofs wird heute durch sechs Stelen aus Sandstein, welche die Namen und Todesdaten der 113 Toten tragen, markiert.[2]
- Die Baltengedenkstätte, erbaut von der deutsch-baltischen Landsmannschaft, erinnert an die 326 auf der Insel verstorbenen Deutsch-Balten, die im Februar 1945 aus einem Altenheim in Schwetz an der Weichsel in Westpreußen evakuiert wurden und nach einer dramatischen Flucht auf Langeoog aufgenommen wurden. Viele von ihnen sind in einer eigenen Abteilung auf dem Dünenfriedhof begraben.[3]
- Ferner existiert ein Ehrenmal in der Form von zwei Gedenkstelen, die eine Brücke zwischen diesen beiden Gruppen symbolisieren sollen.

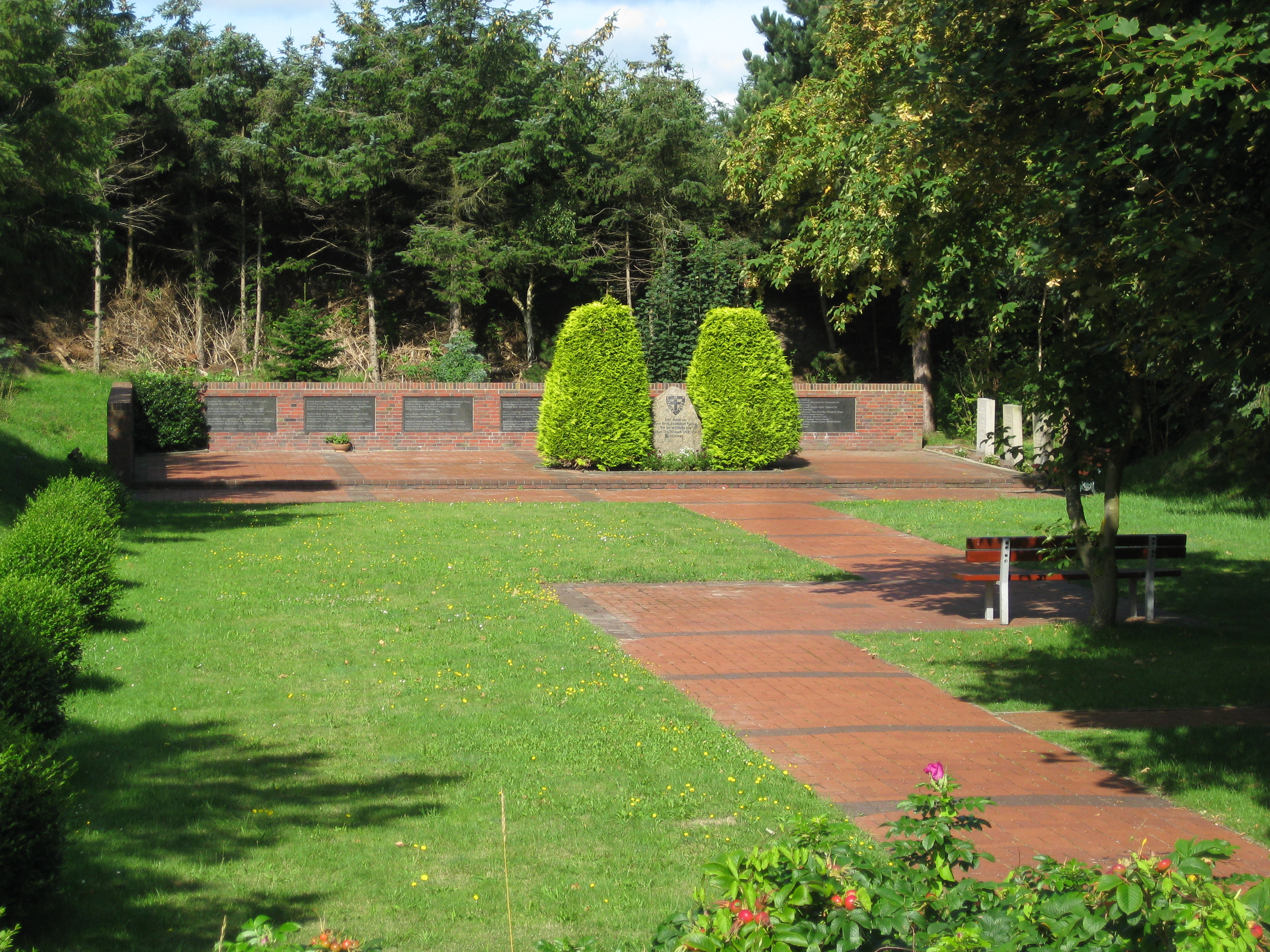
Gedenkstätte der Deutsch-Balten
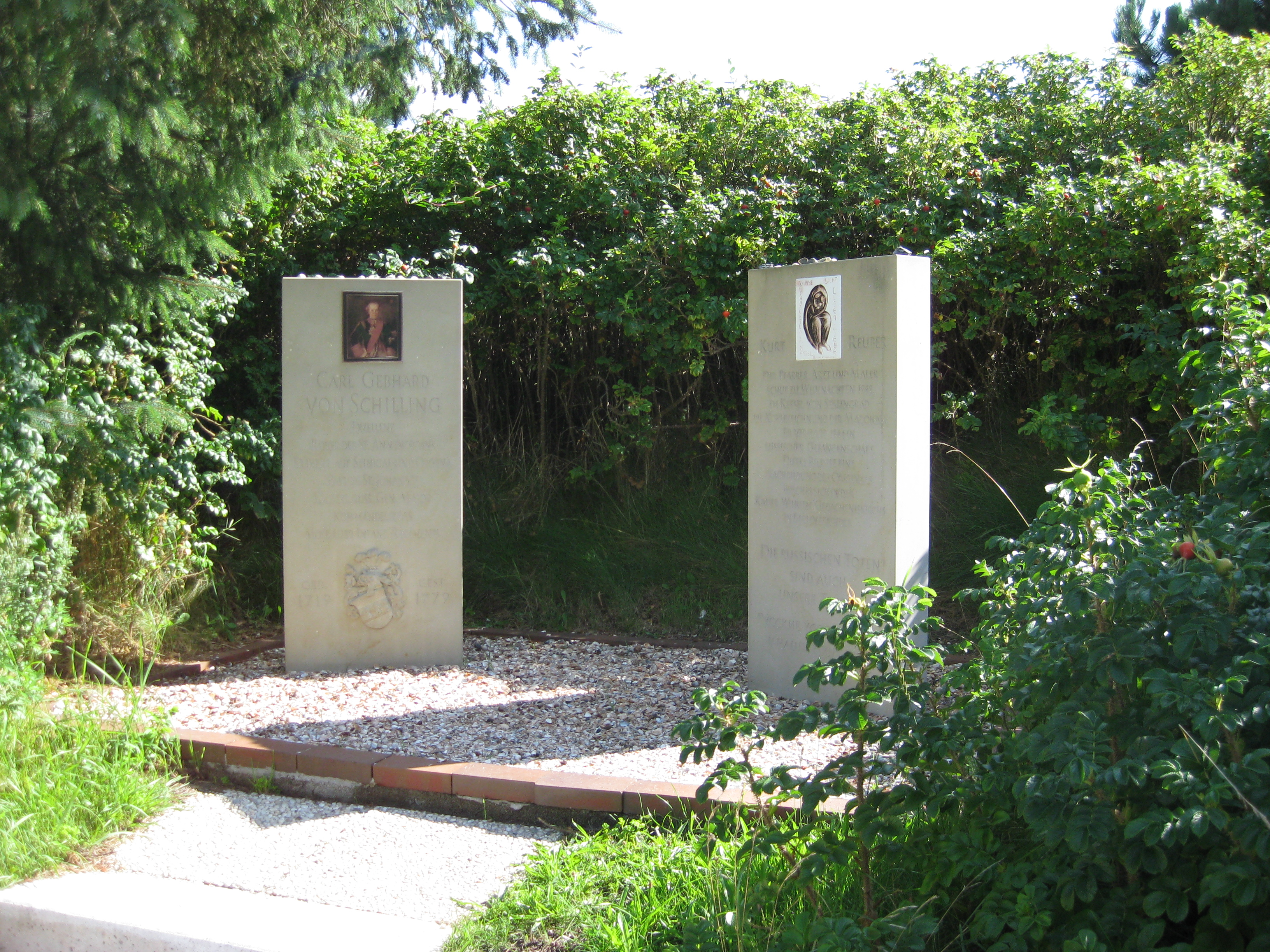
Deutsch-sowjetische Stelen
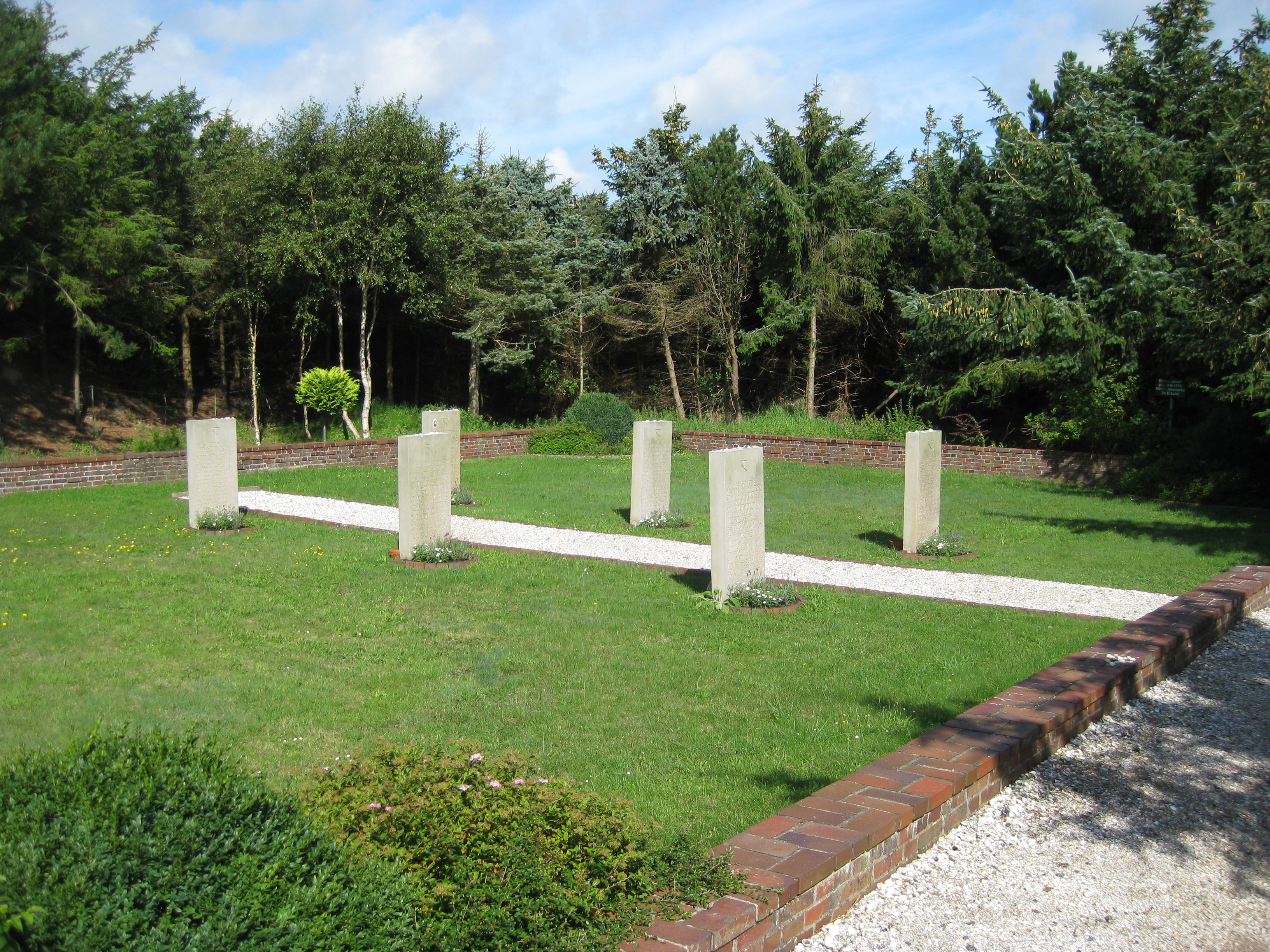
Sowjetische Kriegsgefangene
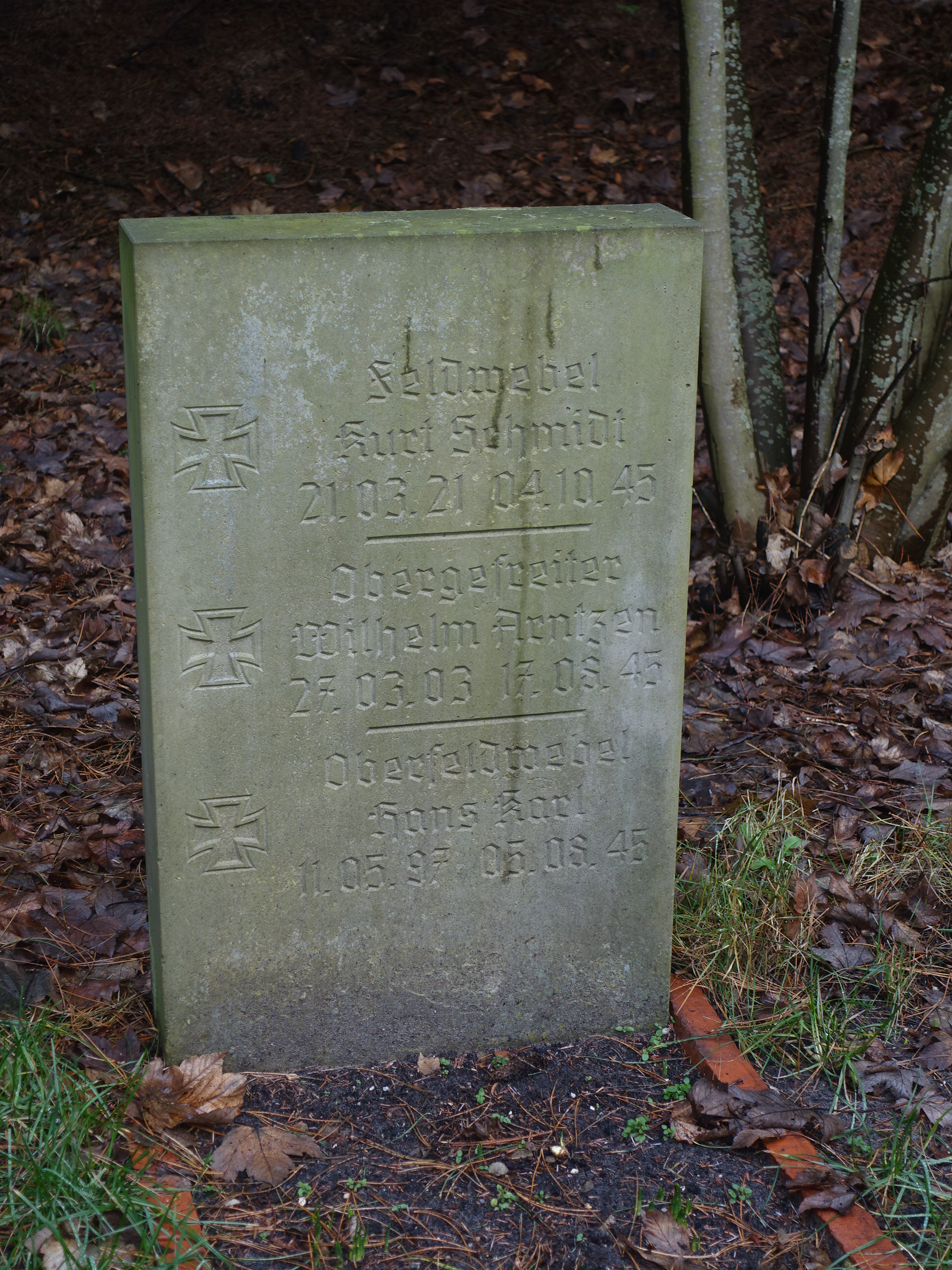
Wehrmachtssoldaten